# Arth-Rigi-Bahn
| Triebwagen kurz vor Rigi Kulm |                             |                                           |                                        |
| Karte der Arth-Rigi-Bahn, die Talbahnstrecke ist eingestellt |                             |                                           |                                        |
| Streckennummer (BAV): | 602 (Arth-Goldau–Rigi Kulm) |                                           |                                        |
| Fahrplanfeld: | 602                         |                                           |                                        |
| Streckenlänge: | 8,55 km                     |                                           |                                        |
| Spurweite: | 1435 mm (Normalspur)        |                                           |                                        |
| Stromsystem: | 1500 =                      |                                           |                                        |
| Maximale Neigung: | 201 ‰                       |                                           |                                        |
| Minimaler Radius: | 120 m                       |                                           |                                        |
| Zahnstangensystem: | Riggenbach                  |                                           |                                        |
| |                             |                                           |                                        |
| Arth-Goldau–Rigi Kulm |                             |                                           |                                        |
| \| \| \| Arth am See (Schiff) Schifflände Zugersee \| \| \| \| 0,0 \| Arth (1875–1959) \| 421 m ü. M. \| \| \| \| Kirchfeld \| \| \| \| \| Hof \| \| \| \| \| Feld \| \| \| \| \| Schöntal \| \| \| \| \| Fabrik \| \| \| \| 1,4 \| Oberarth \| 449 m ü. M. \| \| \| \| Mühlefluhtunnel \| \| \| \| \| Bergstrasse \| \| \| \| \| Bergstrasse \| \| \| \| \| Harmettlen \| \| \| \| \| \| \| \| \| 3,0 \| Arth-Goldau (Bahnhofplatz; 1897–1959) \| 519 m ü. M. \| \| \| \| Gotthardbahn \| \| \| \| 0,0 \| Arth-Goldau (Hochperron) \| 519 m ü. M. \| \| \| \| Verbindungsgleis vom SBB-Bahnhof \| \| \| \| \| Depot Goldau \| \| \| \| \| \| \| \| \| 0,2 \| Goldau Eichmatt (1875–1882; 2010–2017) \| Goldau Eichmatt (1875–1882; 2010–2017) \| \| \| \| \| \| \| \| 0,6 \| Goldau A4 \| 543 m ü. M. \| \| \| 0,7 \| Autobahn A4 (56 m) \| Autobahn A4 (56 m) \| \| \| \| \| \| \| \| 2,1 \| Kräbel Luftseilbahn nach Rigi Scheidegg \| 759 m ü. M. \| \| \| \| \| \| \| \| \| Rigi Scheidegg \| \| \| \| \| Rothenfluhtunnel (67 m) \| \| \| \| 4,2 \| Fruttli \| 1152 m ü. M. \| \| \| \| Federnwaldtunnel (48 m) \| \| \| \| 5,8 \| Rigi Klösterli \| 1315 m ü. M. \| \| \| 6,8 \| Rigi Wölfertschen-First \| 1484 m ü. M. \| \| \| \| Vitznau-Rigi-Bahn von Vitznau \| \| \| \| 7,7 \| Rigi Staffel \| 1603 m ü. M. \| \| \| 8,5 \| Rigi Kulm \| 1752 m ü. M. \| \| \| \| Rigi Kulm \| 1797 m ü. M. \| |                             |                                           |                                        |
| |                             | Arth am See (Schiff) Schifflände Zugersee |                                        |
| Kopfbahnhof Streckenanfang (Strecke außer Betrieb) | 0,0                         | Arth (1875–1959)                          | 421 m ü. M.                            |
| Haltepunkt / Haltestelle (Strecke außer Betrieb) |                             | Kirchfeld                                 | Kirchfeld                              |
| Haltepunkt / Haltestelle (Strecke außer Betrieb) |                             | Hof                                       | Hof                                    |
| Haltepunkt / Haltestelle (Strecke außer Betrieb) |                             | Feld                                      | Feld                                   |
| Haltepunkt / Haltestelle (Strecke außer Betrieb) |                             | Schöntal                                  | Schöntal                               |
| Haltepunkt / Haltestelle (Strecke außer Betrieb) |                             | Fabrik                                    | Fabrik                                 |
| Bahnhof (Strecke außer Betrieb) | 1,4                         | Oberarth                                  | 449 m ü. M.                            |
| Tunnel (Strecke außer Betrieb) |                             | Mühlefluhtunnel                           | Mühlefluhtunnel                        |
| Haltepunkt / Haltestelle (Strecke außer Betrieb) |                             | Bergstrasse                               | Bergstrasse                            |
| Bahnübergang (Strecke außer Betrieb) |                             | Bergstrasse                               | Bergstrasse                            |
| Haltepunkt / Haltestelle (Strecke außer Betrieb) |                             | Harmettlen                                | Harmettlen                             |
| |                             |                                           |                                        |
| Strecke (außer Betrieb) · Kopfbahnhof Streckenende (Strecke außer Betrieb) | 3,0                         | Arth-Goldau (Bahnhofplatz; 1897–1959)     | 519 m ü. M.                            |
| Kreuzung geradeaus unten (Strecke geradeaus außer Betrieb) · Strecke quer · Bahnhof quer |                             | Gotthardbahn                              | Gotthardbahn                           |
| Strecke (außer Betrieb) · Kopfbahnhof Streckenanfang | 0,0                         | Arth-Goldau (Hochperron)                  | 519 m ü. M.                            |
| Abzweig geradeaus und nach links (Strecke außer Betrieb) · Kreuzung geradeaus oben (Querstrecke außer Betrieb) · Abzweig ehemals quer und von links |                             | Verbindungsgleis vom SBB-Bahnhof          | Verbindungsgleis vom SBB-Bahnhof       |
| Strecke (außer Betrieb) · Strecke · Dienststation / Betriebs- oder Güterbahnhof |                             | Depot Goldau                              | Depot Goldau                           |
| Strecke (außer Betrieb) |                             |                                           |                                        |
| Haltepunkt / Haltestelle (Strecke außer Betrieb) · ehemaliger Bahnhof | 0,2                         | Goldau Eichmatt (1875–1882; 2010–2017)    | Goldau Eichmatt (1875–1882; 2010–2017) |
| |                             |                                           |                                        |
| Haltepunkt / Haltestelle | 0,6                         | Goldau A4                                 | 543 m ü. M.                            |
| | 0,7                         | Autobahn A4 (56 m)                        | Autobahn A4 (56 m)                     |
| |                             |                                           |                                        |
| Bahnhof | 2,1                         | Kräbel Luftseilbahn nach Rigi Scheidegg   | 759 m ü. M.                            |
| |                             |                                           |                                        |
| Strecke |                             | Rigi Scheidegg                            | Rigi Scheidegg                         |
| Tunnel |                             | Rothenfluhtunnel (67 m)                   | Rothenfluhtunnel (67 m)                |
| Bahnhof | 4,2                         | Fruttli                                   | 1152 m ü. M.                           |
| Tunnel |                             | Federnwaldtunnel (48 m)                   | Federnwaldtunnel (48 m)                |
| Bahnhof | 5,8                         | Rigi Klösterli                            | 1315 m ü. M.                           |
| Haltepunkt / Haltestelle | 6,8                         | Rigi Wölfertschen-First                   | 1484 m ü. M.                           |
| Abzweig geradeaus und von links |                             | Vitznau-Rigi-Bahn von Vitznau             | Vitznau-Rigi-Bahn von Vitznau          |
| Bahnhof | 7,7                         | Rigi Staffel                              | 1603 m ü. M.                           |
| Kopfbahnhof Streckenende | 8,5                         | Rigi Kulm                                 | 1752 m ü. M.                           |
| |                             | Rigi Kulm                                 | 1797 m ü. M.                           |

Die Arth-Rigi-Bahn (ARB) ist eine schweizerische Normalspur-Zahnradbahn, welche von Arth-Goldau auf die Rigi führt. Zusammen mit der Vitznau-Rigi-Bahn (VRB), welche den Berg von der anderen Seite erreicht, bildet sie seit 1992 die Gesellschaft Rigi-Bahnen AG (RB).

## Geschichte

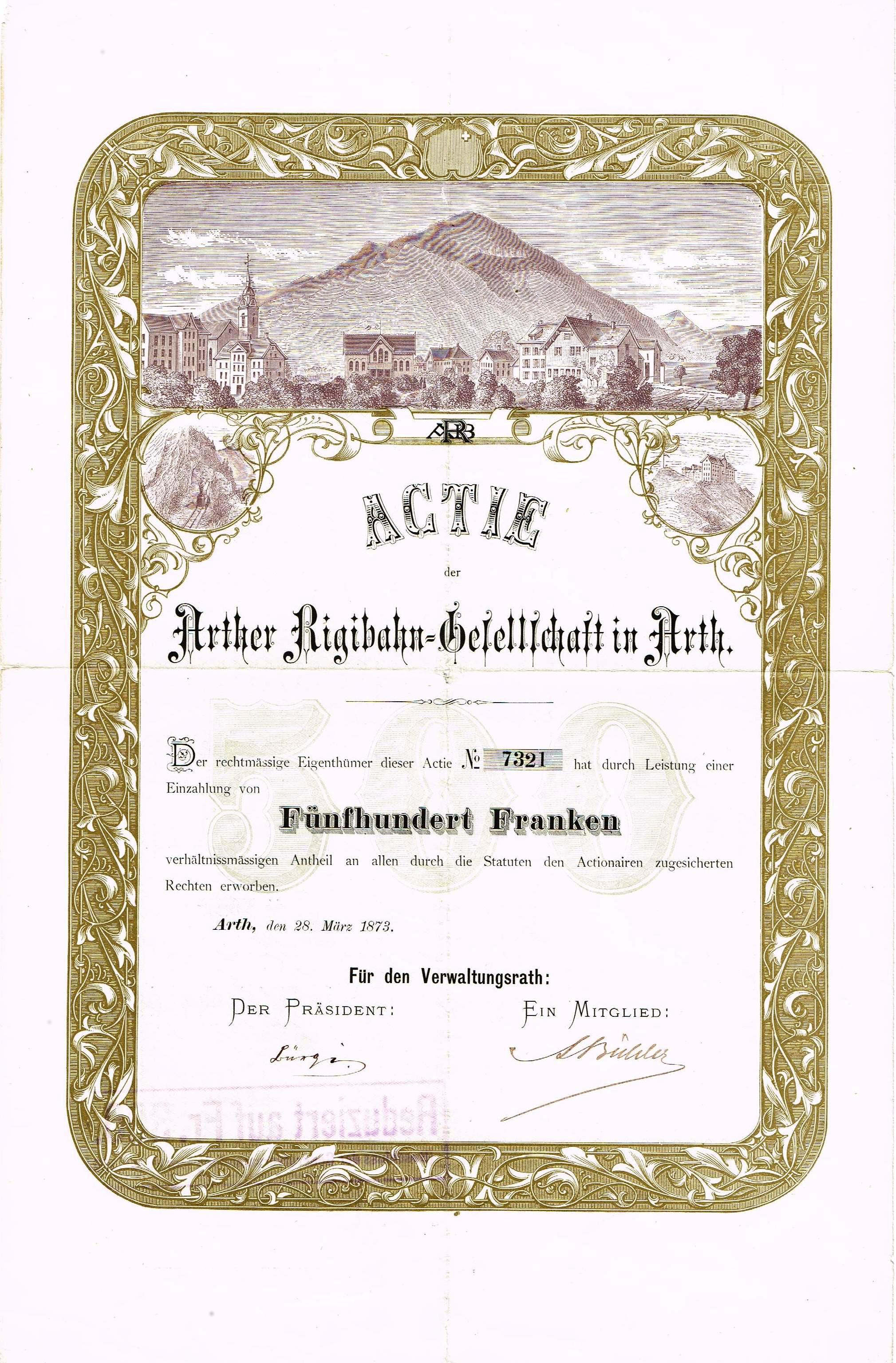
Aktie über 500 Franken der Arther Rigibahn-Gesellschaft vom 28. März 1873

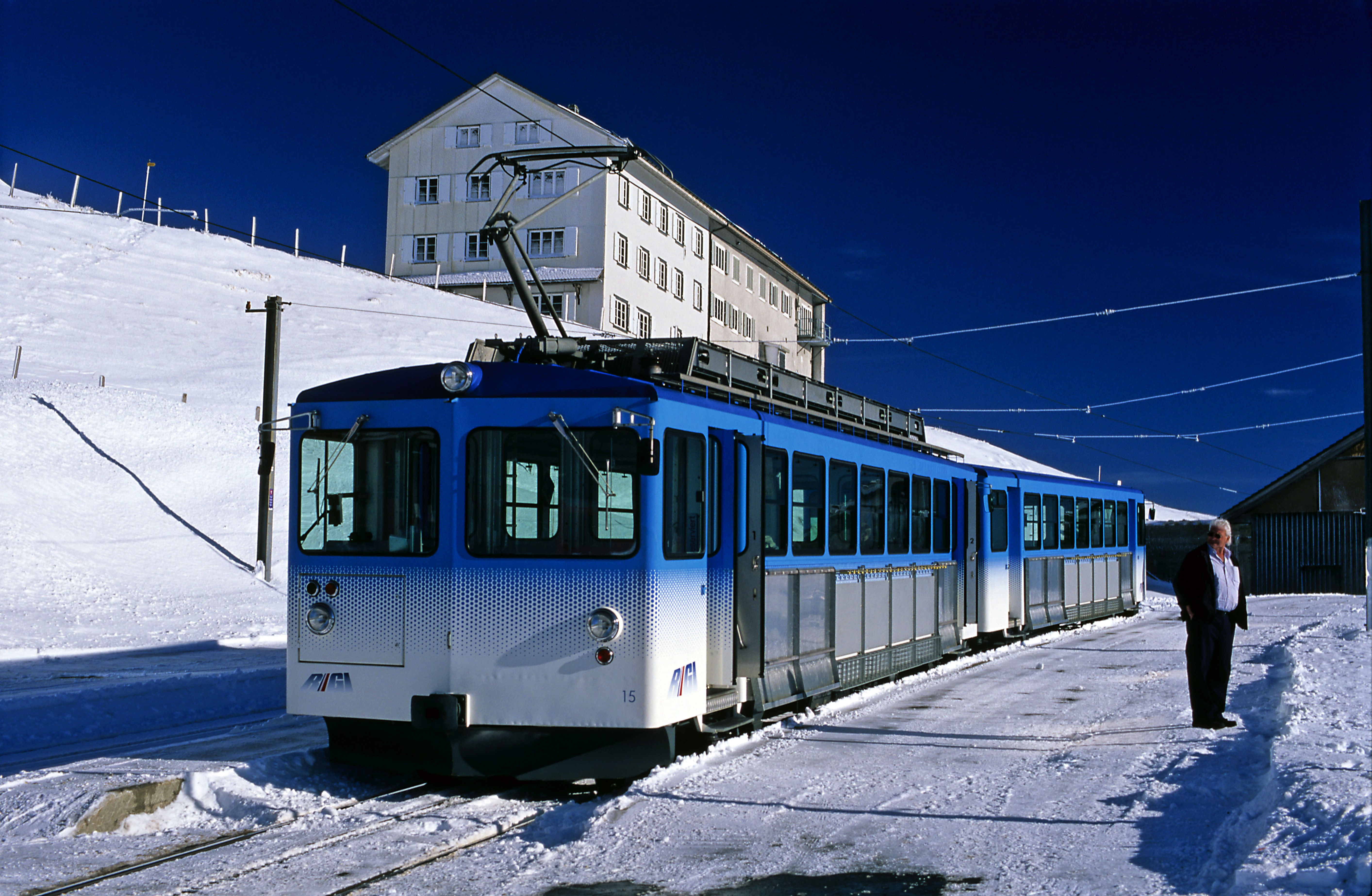
Station Kulm der Arth-Rigi-Bahn (Zahnradbahn)

Als die Schwyzer Bürger von Arth hörten, dass von der Luzerner Seite her eine Bahn auf die Rigi gebaut werden sollte, bekamen sie 1870 vom Schwyzer Kantonsrat die Konzession für die schwyzerische Strecke zwischen Staffelhöhe und Rigi Kulm sowie zwischen Arth, Oberarth und Kulm. Sie beauftragten die beiden Ingenieure Zschokke und Riggenbach mit dem Bau derselben. Sofort wurde von der Arther Aktiengesellschaft der Bau der Strecke von Staffelhöhe nach Rigi Kulm (1752 m ü. M.) in Angriff genommen. Im Sommer 1873 übernahm die ausgebootete luzernerische Vitznau-Rigi-Bahn diese Strecke und musste bis zur Fusion 1992 für die Benützung des Schienenstrangs Staffelhöhe–Rigi Kulm einen Pachtzins bezahlen.
1873 wurde sodann mit dem Gleisebau von Goldau (518 m ü. M.) via Kräbel und Klösterli (1315 m ü. M.) zur Staffel begonnen. Im Jahr 1874 wurde auch das Teilstück Arth–Oberarth–Goldau in Angriff genommen. Am 4. Juni 1875 konnte die Arth-Rigi-Bahn auf der ganzen Strecke den Betrieb aufnehmen. Gegen die Vitznau-Rigi-Bahn hatte sie zwar das Rennen verloren, glänzte aber mit der herrlicheren Aussicht auf der Strecke und mit den luxuriöseren Wagen. 1928 nahm die Bergbahn auch den Winterbetrieb zwischen Goldau und Rigi Kulm auf.
Ursprünglich begann die normalspurige Strecke in Arth am Ufer des Zugersees. Diese bis zum Bahnhof Arth-Goldau gehende Talbahn, eine Adhäsionsbahn, wurde 1897 von der Zahnradbahn getrennt und separat geführt, jedoch blieb eine Gleisverbindung erhalten. Im Jahr 1959 wurde dieser Zweig stillgelegt und die Gleisanlagen abgebaut. Die Strecke gehörte mit einer Steigung von 66 ‰ zu den steilsten Normalspurbahnen der Schweiz.

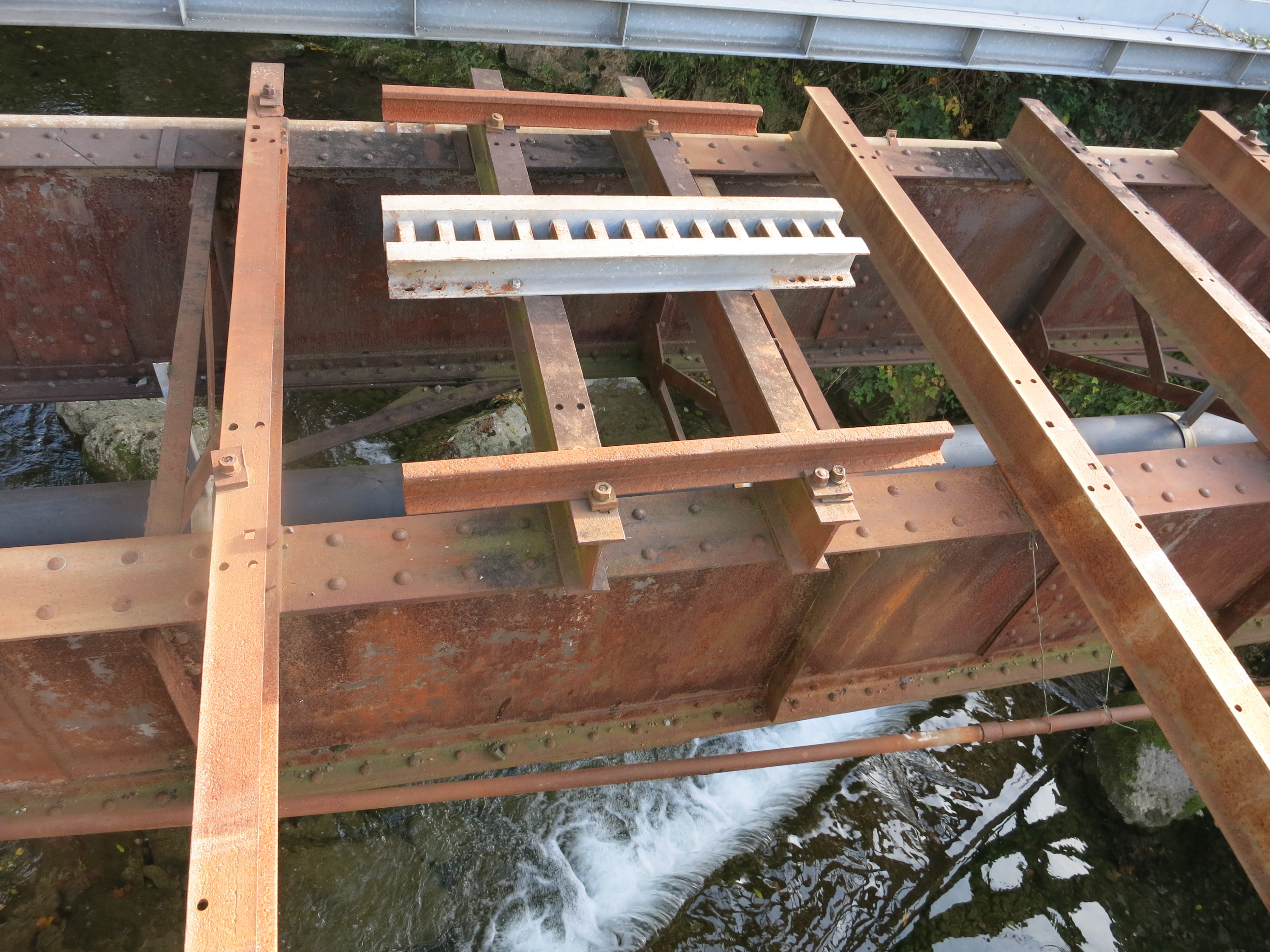
Ehemaliges Streckengleis der Talbahn: Tragkonstruktion der ersten Rigiaabrücke

Am 20. Oktober 1885 stürzte nach einem Achsbruch ein Zug unterhalb der Station Kräbel über die Bahnböschung. Der Lokführer verlor dabei sein Leben, neun Personen wurden verletzt. → Abschnitt Unfall der H 1/2 4 und Umbau im Artikel ARB H 1/2
Anfangs reisten die meisten Passagiere mit dem Schiff auf dem Zugersee an. Ab 1882 befanden sich die Bahnsteige der ARB parallel zu denen der Gotthardbahn auf deren Bahnhofsvorplatz. Als letztere allerdings 1897 für die Zuger Strecke mehr und mehr Raum beanspruchte, erstellte die ARB den charakteristischen, quer über die Gleise verlaufenden schmiedeeisernen Hochperron. Nun reiste die Mehrheit der ARB-Fahrgäste über die Bahn an. Von 2011 bis 2013 wurde vor dem Hochperron eine neue, zweigleisige Bahnhofsanlage gebaut, der denkmalgeschützte Perron wurde als Eingangshalle umgebaut. Ursprünglich war auch die Neueinführung eines Bahnhofs parallel zur SBB-Strecke erwogen worden, dies musste aber verworfen werden, da die SBB aufgrund der NEAT mehr Platz in diesem Bereich benötigte.
Am 1. Mai 1907 wurde die ARB als erste normalspurige Zahnradbahn der Welt auf die elektrische Traktion umgestellt. Es wurde eine zweidrahtige Fahrleitung gebaut, die mit Rollenstromabnehmern (Stange) bestrichen wurde. Bei Bergfahrt wurden zwei Stromabnehmer verwendet. 1939 wurde die Fahrleitungsspannung nach Anpassung der Fahrleitung von 750 V auf 1500 V angehoben, um die Fahrzeit von 60 auf 45 Minuten zu reduzieren. Die neue Spannung entsprach der 1937 elektrifizierten Vitznau – Rigi – Bahn. Bis 1949 wurde die Fahrleitung so umgebaut, dass sie mit Scherenstromabnehmern befahren werden kann, wie sie auf den neu abgelieferten Triebwagen 11 und 12 aufgebaut waren. Ab 1961 kam es zu Aushilfen mit Fahrzeugen zwischen den beiden Rigibahnen.
Im Kräbel befindet sich heute die Talstation der Luftseilbahn zur Rigi Scheidegg (1642 m ü. M.), die bis 1931 von der 1942 abgebrochenen schmalspurigen Rigi-Kaltbad-Scheidegg-Bahn (RSB) erreicht wurde.
Am 3. Juni 2000 feierte die Arth-Rigi-Bahn mit einem Dampf-Festival ihr 125-jähriges Jubiläum.

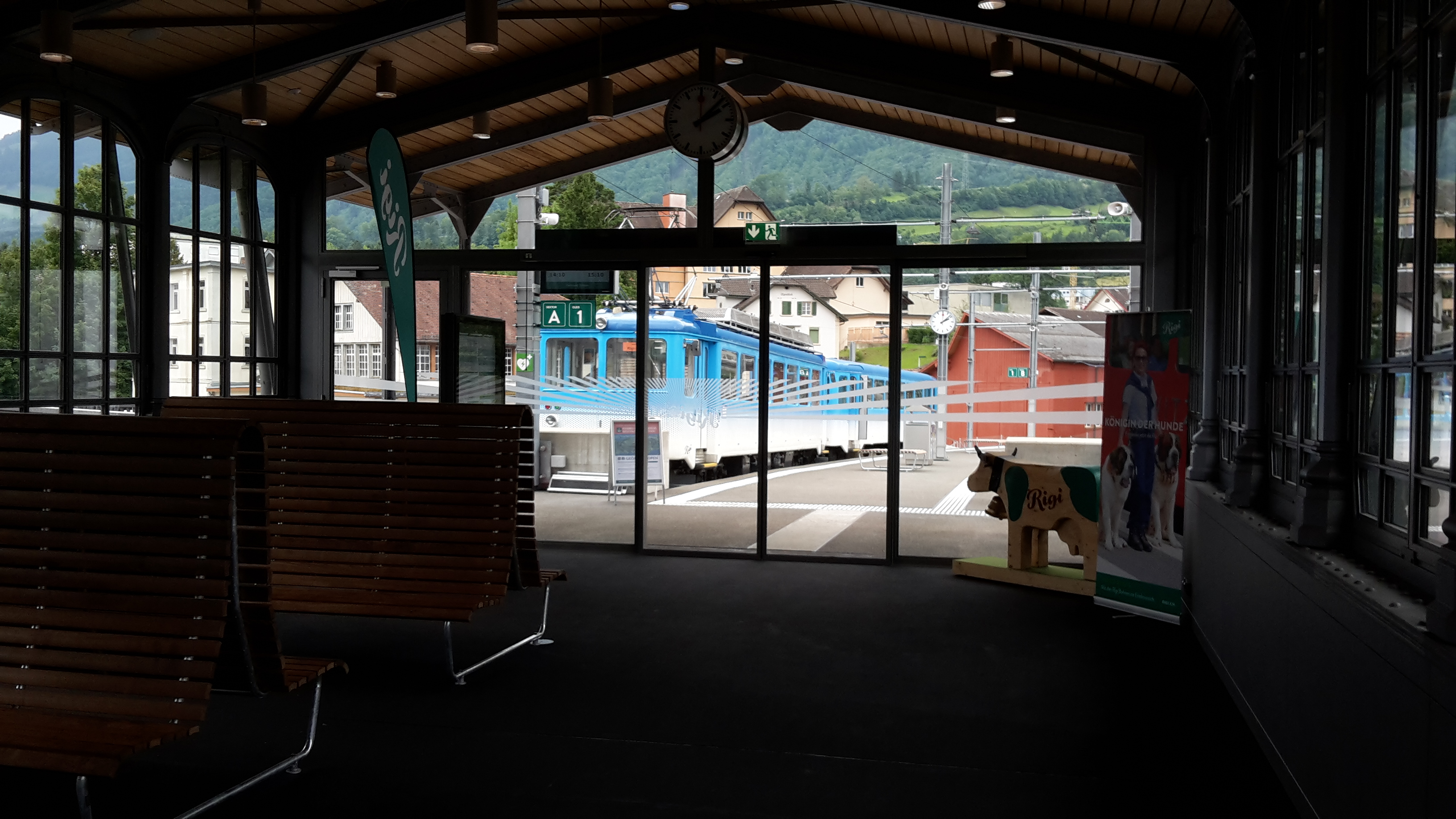
Blick aus der Halle im ehemaligen Hochperron auf den Bahnsteigbereich mit einem abfahrbereiten Zug

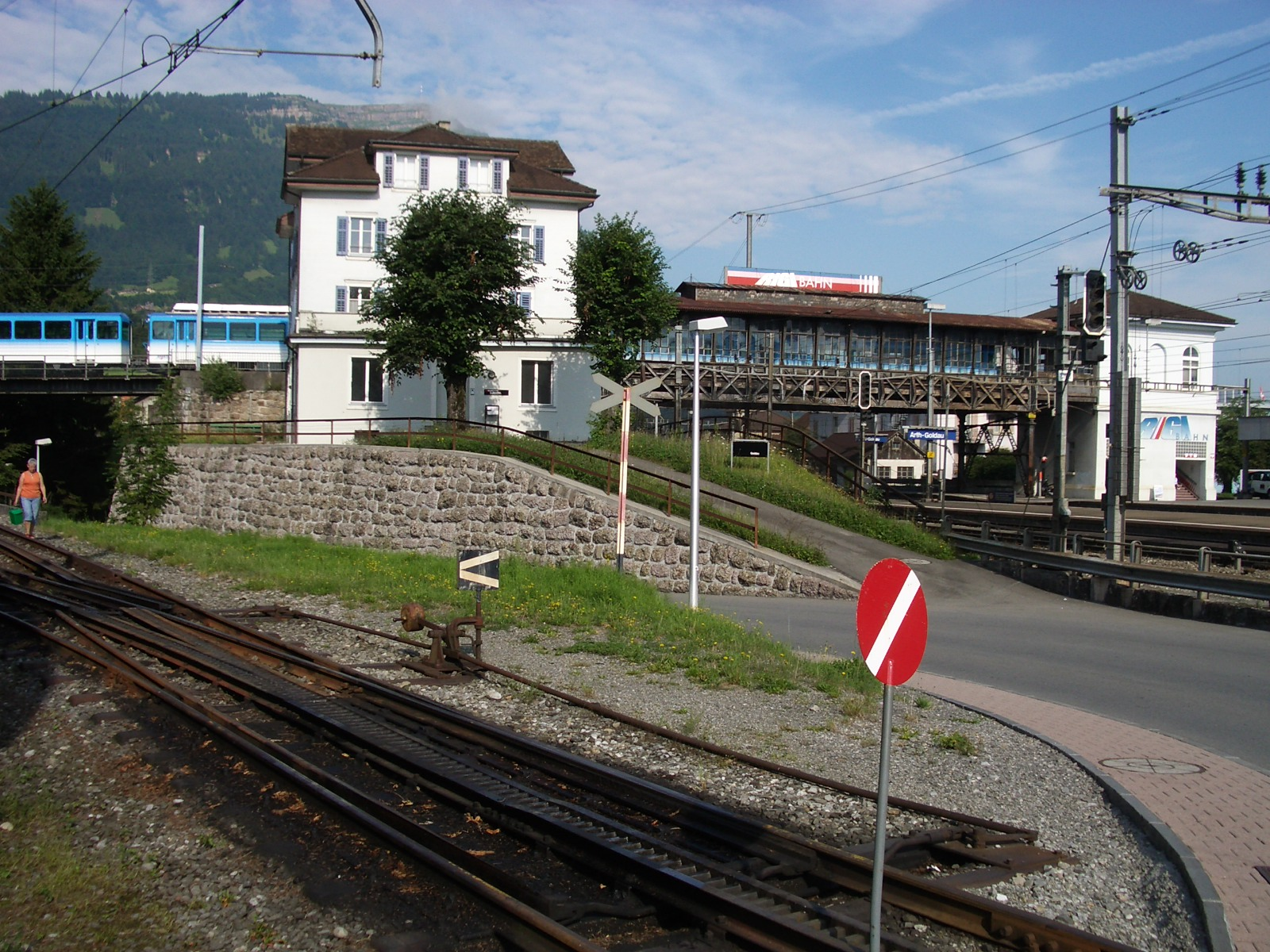
Turmbahnhof mit Hochperron der Arth-Rigi-Bahn in Arth-Goldau

In der Nacht vom 19. auf den 20. Januar 2014 wurde der Hochperron im Bahnhof Arth-Goldau um zwei Meter angehoben, damit er vor Ort saniert werden konnte. Nach dieser Sanierung wurde er wieder um 1,30 Meter abgesenkt. die Differenz zur vorherigen Position war erforderlich zur Vergrösserung des Lichtraumprofils für den unten durchfahrenden Güterverkehr. Im Juli 2017 konnten die neue Bahnhofshalle im Hochperron in Betrieb gehen und die provisorischen Haltestellen aufgelöst werden. Im gleichen Jahr wurde die Gleichrichteranlage in Klösterli durch eine modernere höherer Leistung ersetzt.

### Elektrische Anlage
| Anlagen für den elektrischen Betrieb: | 2 Gleichrichterstationen |
| Speisung mit Drehstrom:               | 15 kV/50 Hz              |
| Traktionsenergie Gleichstrom:         | 1500 V                   |
| Leistung der Gleichrichterstationen:  | 3550 kW                  |

### Geschwindigkeit
| elektr. Triebfahrzeuge auf der Bergfahrt: | 21 km/h         |
| Talfahrt (0–144 ‰):                       | 17 km/h         |
| Talfahrt (145–200 ‰):                     | 14 km/h         |
| Fahrzeit Goldau–Rigi Kulm:                | 35 Minuten      |
| Kapazität:                                | 1000 Personen/h |

## Rollmaterial

### Übersichtstabelle

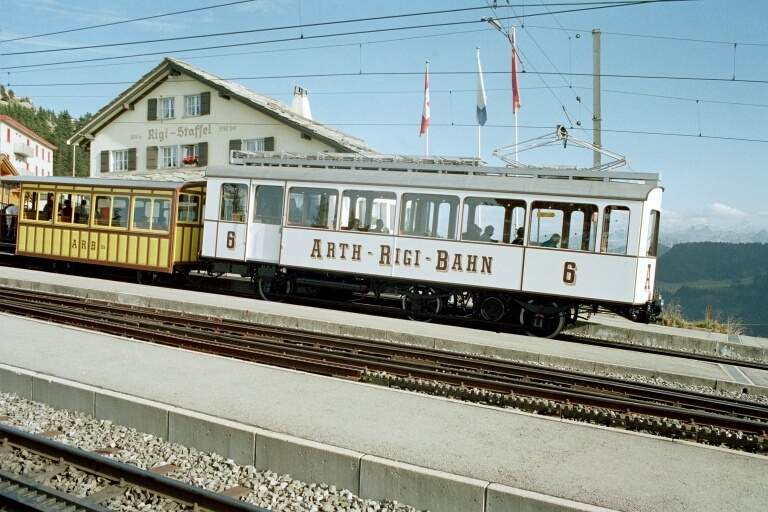
BCFhe 2/3 Nr. 6, Rigi Staffel

| Baureihe                                                                               | Baureihe    | Hersteller    | Baujahr     | Herkunft    | Stückzahl   | Stückzahl   | Ausrangiert | Bemerkungen         |
| Serie                                                                                  | Nummern     | Hersteller    | Baujahr     | Herkunft    | total       | 1992        | Ausrangiert | Bemerkungen         |
| Lokomotiven                                                                            | Lokomotiven | Lokomotiven   | Lokomotiven | Lokomotiven | Lokomotiven | Lokomotiven | Lokomotiven | Lokomotiven         |
| -------------------------------------------------------------------------------------- | ----------- | ------------- | ----------- | ----------- | ----------- | ----------- | ----------- | ------------------- |
| E 3/3                                                                                  | 11          | IGB Aarau     | 1875        |             | 1           | 0           | 1907        | Talbahn             |
| H 1/2                                                                                  | 1–05        | IGB Aarau     | 1875        |             | 6           | 0           | 1905–1923   |                     |
| H 1/2                                                                                  | 6           | SLM           | 1899        | 1945        | 6           | 0           |             |                     |
| He 2/3                                                                                 | 8           | SLM/MFO       | 1930        |             | 1           | 1           | → RB        | mit Schneeschleuder |
| Triebwagen                                                                             |             |               |             |             |             |             |             |                     |
| CFe 2/2                                                                                | 1–02        | MAN/Wüest     | 1906        |             | 2           | 0           | 1959, 1966  | Talbahn             |
| CFeh 2/4                                                                               | 3–05        | Rastatt/Wüest | 1907        |             | 3           | 0           | 1950, 1965  |                     |
| BCFhe 2/3                                                                              | 6           | SWS/SLM/MFO   | 1911        |             | 1           | 1           | → RB        |                     |
| BDhe 2/4                                                                               | 7           | SIG/SLM/MFO   | 1925        |             | 1           | 1           | → RB        |                     |
| BDhe 2/4                                                                               | 11–12       | SLM/SAAS      | 1949        |             | 4           | 4           | → RB        |                     |
| BDhe 2/4                                                                               | 13          | SLM/SAAS      | 1954        |             | 4           | 4           | → RB        |                     |
| BDhe 2/4                                                                               | 14          | SLM/SAAS      | 1967        |             | 4           | 4           | → RB        |                     |
| BDhe 4/4                                                                               | 15          | SLM/BBC       | 1982        |             | 1           | 1           | → RB        |                     |
| Steuerwagen                                                                            |             |               |             |             |             |             |             |                     |
| Bt                                                                                     | 21–22       | SWS/SAAS      | 1958        |             | 4           | 4           | → RB        |                     |
| Bt                                                                                     | 23          | SWS/SAAS      | 1960        |             | 4           | 4           | → RB        |                     |
| Bt                                                                                     | 24          | SWS/SAAS      | 1967        |             | 4           | 4           | → RB        |                     |
| Bt                                                                                     | 25          | SLM/BBC       | 1982        |             | 1           | 1           | → RB        |                     |
| Üb = Übernahme aus fremden Bestand (Gebrauchtfahrzeug); Um = Umbau aus eigenem Bestand |             |               |             |             |             |             |             |                     |

### Erläuterungen zum Rollmaterial
H 1/2 2
1908 wurde Lok 2 an die VRB verkauft und fuhr dort als Lok 14. 1918 wurde sie dann weiter an die Schwabenbergbahn verkauft, wo sie 1930 verschrottet wurde.
BCeh 2/3 6
Prüffahrt am 30. August 1911, ältester noch betriebsfähiger elektrischer Zahnradtriebwagen der Welt; letzte Generalrevision: 1990.
E 3/3 11
Reine Adhäsionsdampflok für den Einsatz auf der Talbahn zwischen Arth und Goldau. 1907 verkauft an die Thunerseebahn und 1946 abgebrochen.
CFe 2/2 1–2
Reine Adhäsionsfahrzeuge für den Einsatz auf der Talbahn zwischen Arth und Goldau, zuletzt BFe 2/2,  Wagen 1 noch als Rangierfahrzeug Goldau im Einsatz.

## Trivia
- Bei der letzten Fahrt der Talbahn 1959 wurde ein Lausbubenstreich verübt: Bei der Haltestelle Harmettlen wurden die Gleise mit Schmierfett eingerieben, so dass die Fahrt dort beendet werden musste.
- Der Mühlefluhtunnel der Talbahn war bis zu seiner Einstellung mit einer Höhe von rund 6 Metern der höchste Eisenbahntunnel Europas.
- Seit einigen Jahren gibt es immer wieder Überlegungen, die ARB durch eine Luftseilbahn zu ersetzen.